# Dinar bahrajski
Dinar bahrajński – waluta Bahrajnu. 1 dinar = 1000 filsów.
Monety występują w nominałach:
- 5 filsów
- 10 filsów
- 25 filsów
- 50 filsów
- 100 filsów
- 500 filsów

Banknoty występują w nominałach:
- 1/2 dinara (500 filsów)
- 1 dinar
- 5 dinarów
- 10 dinarów
- 20 dinarów